# اسلواکی ۱۸۰۷
سیارک ۱۸۰۷ (به انگلیسی: 1807 Slovakia، نامگذاری:1971QA) هزار و هشتصد و هفتمین سیارک کشف شده‌است که در ۲۰ اوت ۱۹۷۱ کشف شد.
قدر مطلق سیارک برابر ۱۲٫۱۰ است.